# James Hargreaves

Modelo da Spinning Jenny num museu de Wuppertal, Alemanha.

James Hargreaves (Lancashire, c. 1720 - Nottingham, 22 de abril de 1778)  foi um tecelão, carpinteiro e inventor inglês, célebre por criar a Spinning Jenny em 1764.
Junto com Richard Arkwright, inventor da Water Frame, Hargreaves é um dos nomes mais conhecidos da Revolução Industrial na Grã-Bretanha, embora se saiba pouco sobre a sua vida se conhecia pelo seu tamanho diferencial de 1,98 m. Nascido em Oswaldtwistle, Lancashire, viveu em Blackburn, que então não era mais que uma vila de 5 000 habitantes, conhecida pelo fabrico dos “Blackburn Greys”, roupas cinzas feitas de uma trama de linho e algodão que normalmente eram enviadas para Londres para que lá fossem estampadas. A procura de fio de algodão ultrapassou a oferta, pois a roda de fiar de um só fuso não podia abastecer a procura.
Diz-se que a ideia da Spinning Jenny lhe terá surgido ao ver uma roda de fiar girando descontroladamente no chão, em posição horizontal. Deu-se conta de que ficaram vários fusos alinhados e que se a roda ficasse na horizontal em lugar de estar na vertical se poderiam fiar vários fios simultaneamente. Esta ideia pôde nascer na cabeça de Hargreaves ou talvez na de Thomas Highs, que tinha uma filha chamada Jenny: as fontes variam.
Pouco depois de inventar a Spinning Jenny, Hargreaves sofreu com ataques dos ludistas de Lancashire. Eram fiadores tradicionais que viam os seus postos de trabalho em perigo devido à invenção da nova fiadora. Depois de atacarem a oficina e destruírem toda a maquinaria, Hargreaves teve que mudar-se para Nottingham, onde a indústria do algodão beneficiaria do incremento de produção de fio. Também Arkwright se mudaria para Nottingham, onde alcançaria ainda mais êxito que Hargreaves. Hargreaves fez "jennies" para um homem chamado Shipley. Em julho de 1770 pediu a patente para a sua máquina, o que lhe permitiu empreender ações legais contra os fabricantes de Lancashire que tinham começado a usar o seu desenho sem sua autorização. No entanto, ao ter pedido a patente com tanta demora, a procura não prosperou, e Hargreaves continuou no negócio até morrer, em 1778, um ano antes de Samuel Crompton inventar a Spinning Mule, uma espécie de combinação entre a Spinning Jenny e a Water Frame. Quando morreu, a "Jenny" era muito utilizada em toda a Grã-Bretanha. Porém, Hargreaves morreu em relativa pobreza.